# 7372 Emimar
A 7372 Emimar (ideiglenes jelöléssel 1979 HH) a Naprendszer kisbolygóövében található aszteroida. J. C. Muzzio fedezte fel 1979. április 19-én.